# Pleißing (Gemeinde Hardegg)
Pleißing ist eine Ortschaft und als Pleissing eine Katastralgemeinde der Gemeinde Hardegg im Bezirk Hollabrunn in Niederösterreich. Die Ortschaft hat 142 Einwohner (Stand 1. Jänner 2024). Bis Ende 1968 war Pleißing eine selbständige Gemeinde.

## Geografie
Der im nordöstlichen Waldviertel liegende Ort befindet sich südlich der Thayatal Straße an der Landesstraße L37. Im Ort mündet der Alsenbach in den Prutzendorfer Bach, der daraufhin Pleissingbach genannt wird. Bis zur Einstellung im Jahr 2001 hielten die Züge der Lokalbahn Retz-Drosendorf in der Station Pleißing-Waschbach.

## Geschichte
Der auf -ing endende Ortsname weist auf eine bajuwarische Gründung hin, die spätestens im 10. Jahrhundert erfolgte. Zahlreiche jungsteinzeitliche Funde um Pleißing zeigen aber bereits eine Besiedelung im 3. Jahrtausend. Viele Steinwerkzeuge, die ein Viehhirt aufgelesen hatte, befinden sich heute in der Sammlung in der Rosenburg am Kamp. Beim Bau der Bahn im Jahr 1909 wurde ein Gräberfeld aus der späteren Bronzezeit entdeckt. Die erste urkundliche Nennung erfolgte im Jahr 1290 im Hardegger Kirchenregister.
In Folge der Theresianischen Reformen wurde der Ort dem Kreis Ober-Manhartsberg unterstellt und nach dem Umbruch 1848 war er bis 1867 dem Amtsbezirk Geras zugeteilt.
Laut Adressbuch von Österreich waren im Jahr 1938 in der Ortsgemeinde Pleißing ein Fleischer, zwei Gastwirte, zwei Gemischtwarenhändler, ein Hafner, ein Maurermeister, eine Mühle mit Sägewerk, ein Taxiunternehmer, ein Schlosser, zwei Schmiede, zwei Schneider und eine Schneiderin, ein Tischler, ein Wagner und zahlreiche Landwirte ansässig. Weiters gab es ein Elektrizitätswerk und eine Ziegelei.
Mit 1. Jänner 1968 wurden die bis dahin selbständigen Gemeinden Heufurth und Waschbach nach Pleißing eingemeindet.
Mit 1. Jänner 1969 schlossen sich die bis dahin selbständigen Gemeinden Felling, Mallersbach, Pleißing und Riegersburg zur neuen Gemeinde Riegersburg-Pleißing zusammen. Mit 1. Jänner 1972 wurde Riegersburg-Pleißing gemeinsam mit Merkersdorf nach Hardegg eingegliedert.

## Sehenswürdigkeiten
- Kath. Pfarrkirche hl. Kunigunde, ein im Kern gotischer und im Langhaus barockisierter Bau

## Öffentliche Einrichtungen
Im Ort gibt es einen Kindergarten und eine Volksschule.